# Bassia aegyptiaca
Bassia aegyptiaca là loài thực vật có hoa thuộc họ Dền. Loài này được Turki, El Shayeb & F.Shehata mô tả khoa học đầu tiên năm 2006.